# هيلفيتيا

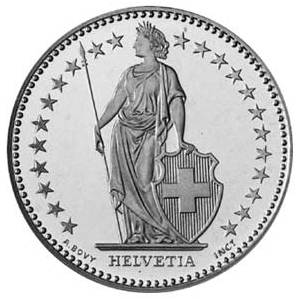
تقف هيلفيتيا على العكس من السويسري 2 - الفرنك عملة.

هيلفيتيا هو التجسيد الوطني المؤنث لسويسرا، رسمياً Confœderatio هيلفيتيكا الاتحاد السويسري. وعادة ما صورت القصة الرمزية في ثوب المتدفقة، مع الرمح والدرع كتب عليها العلم السويسري، وعادة بضفائر، عادة مع اكليلا من الزهور رمزا للكونفدرالية. الاسم هو اشتقاق من ethnonym Helvetii، اسم قبيلة الغالي تقطن الهضبة السويسرية قبل الغزو الروماني.

## معرض صور

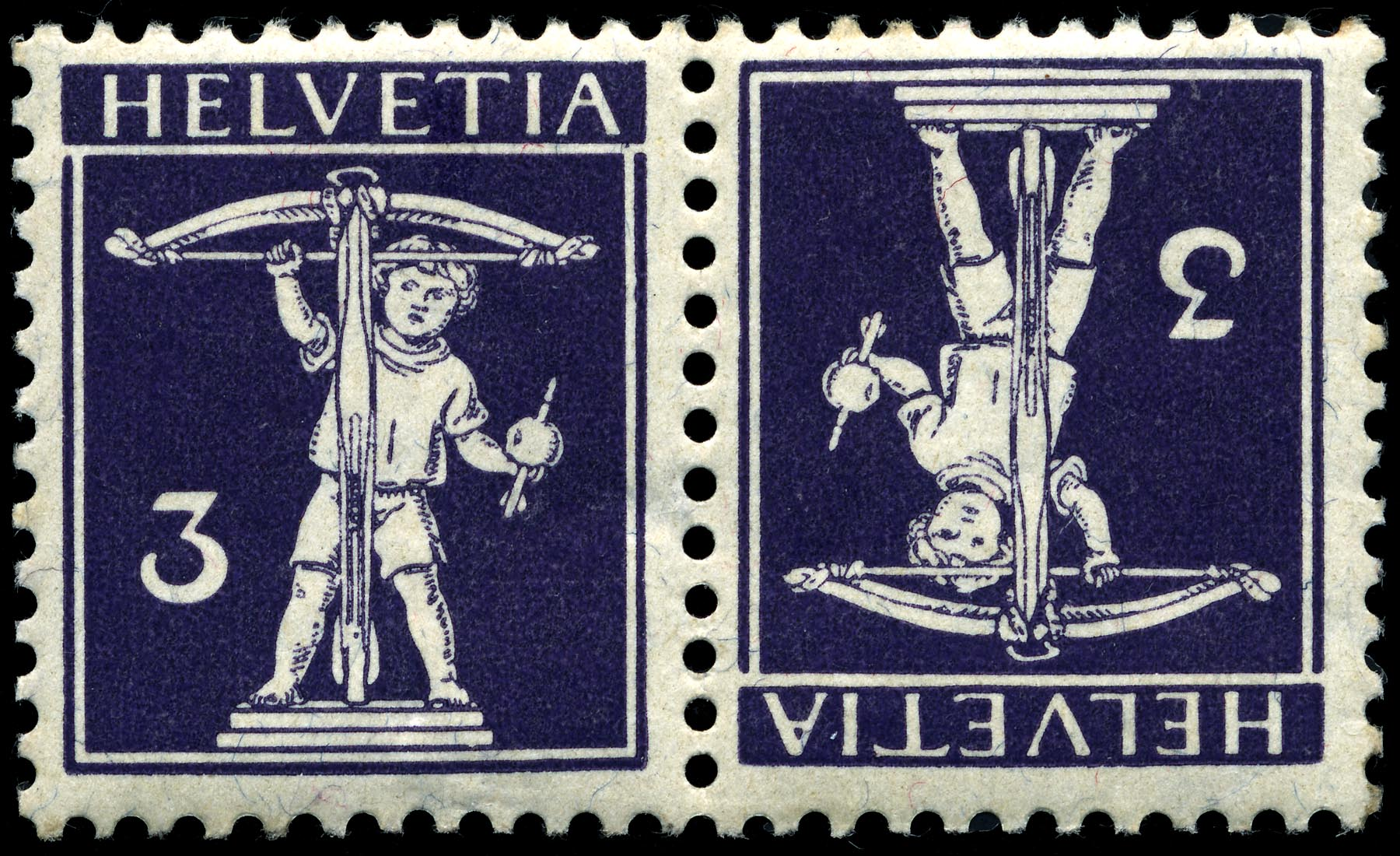
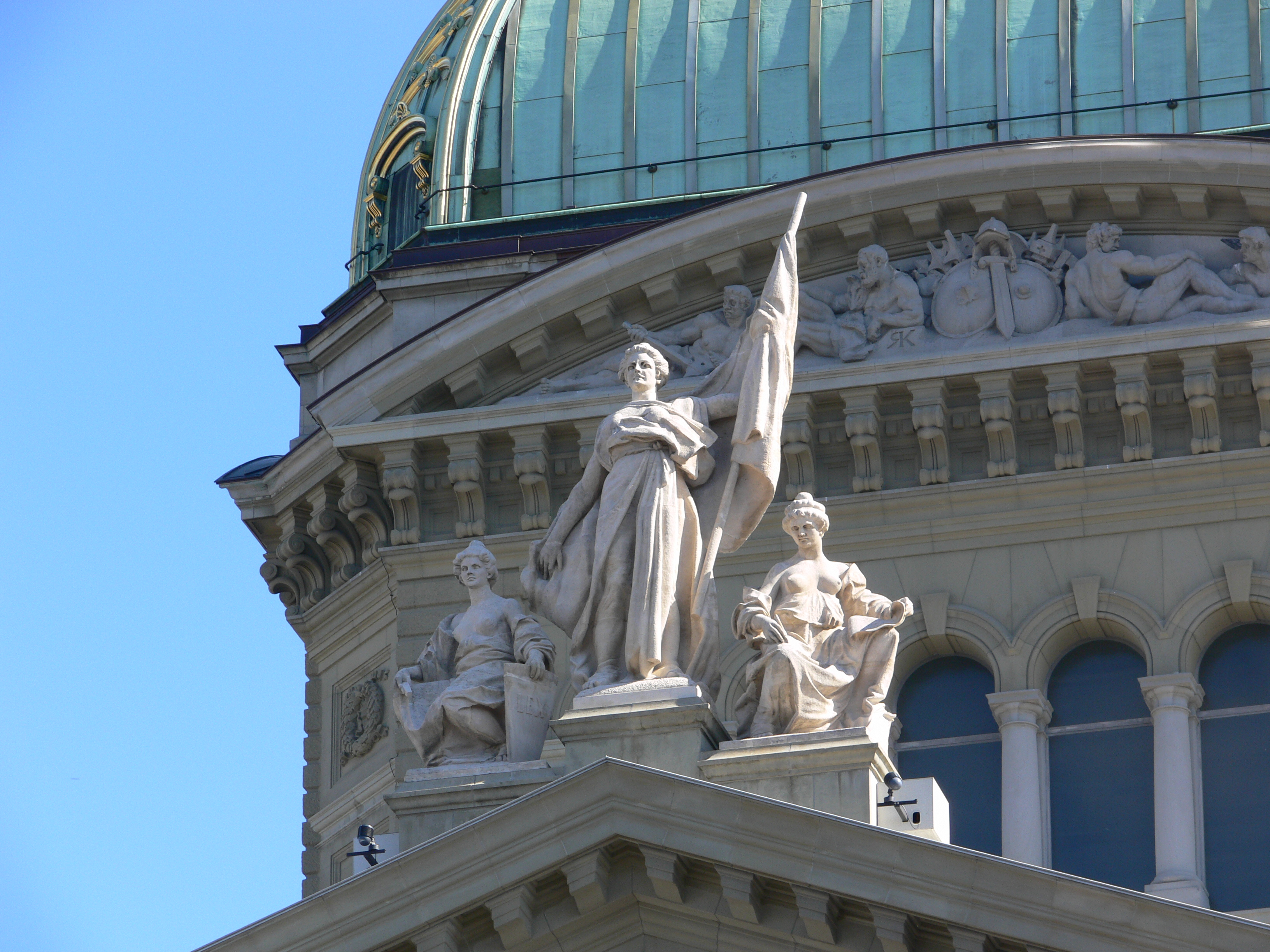
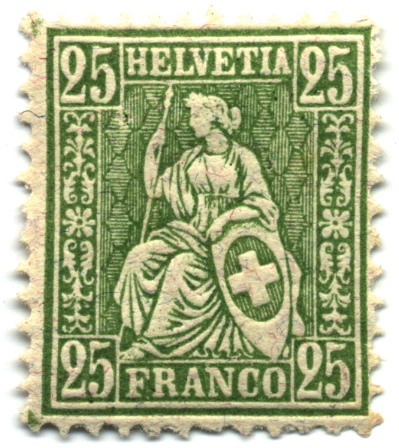
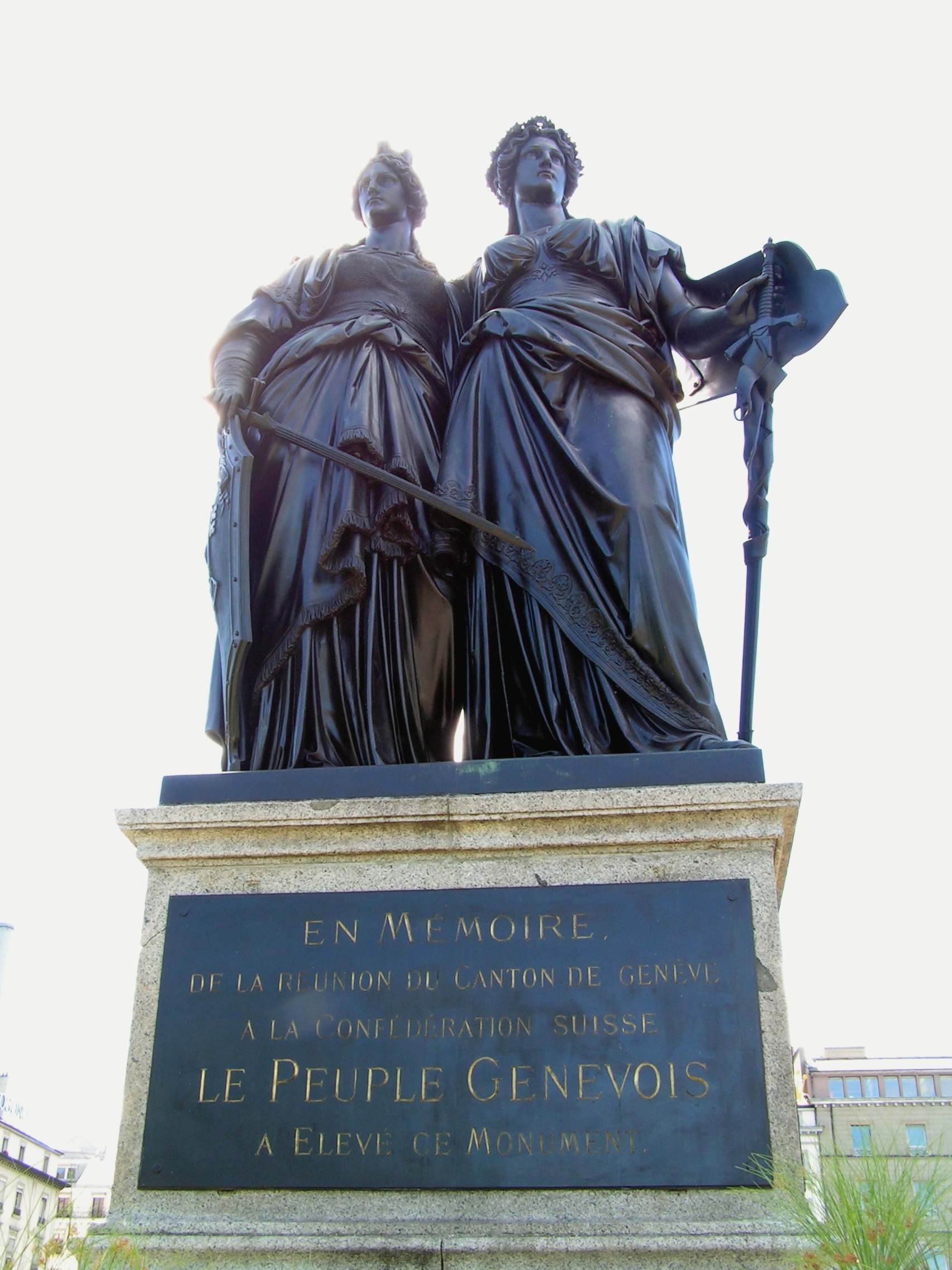
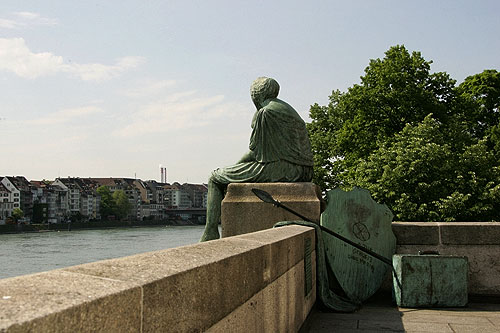